# ジャフャル・サルマスィー
ジャフャル・モハンマド・サルマスィー (ペルシア語:  جعفرمحمد سلماسی、ラテン表記:Jafar Salmasi、1918年9月22日 - 2000年1月31日) は、イランの男子重量挙げ選手。イラクのバグダード生まれ。1948年ロンドンオリンピックの60キロ級重量挙げ銅メダリスト。イラン初のオリンピックメダルを獲得した。 